# Фикмен, Энди
Энди Фикмен (англ. Andy Fickman) — американский режиссёр театра и кино, сценарист.

## Биография
Энди Фикмен родом из Мидленда. Но в 1974 году он переехал со своей семьей в Хьюстон (Техас), где окончил Lee High School (Хьюстон). Вырос в консервативном иудаизме. Является выпускником Техасского технологического университета, а также членом братства Сигма Фи Эпсилон.

## Карьера
Режиссерским дебютом Фикмена стала молодёжная комедия «Кто твои предки?» в 2001 году. Фильм был выпущен на DVD в 2005 году.
Он известен как режиссёр киномюзикла «Безумие Рифера» (2005 год) и комедии «Jewtopia» (2003), которая стала первым спектаклем в Лос-Анджелесе, на который были раскуплены все билеты на все 240 представлений.
Помимо прочего, Фикмен был режиссером и продюсером конкурса талантов «Internet Icon» на YouTube и ситкома CBS «Кевин подождёт». У него также есть собственная производственная компания под названием Oops Doughnuts Productions.
Фикмен снял комедийные фильмы «План игры» (2007), «Ведьмина гора» (2009), «Толстяк против всех» (2015) и «Игры с огнём» (2019). В 2021 году он снял первый сезон комедийного сериала «Механики» для Netflix.
В 2023 году состоялся выход романтической комедии «Ещё одна настоящая любовь». Главные роли в ней исполнили Симу Лю, Филлипа Су и Люк Брейси.

## Фильмография

### Режиссёр
- 2003 — Кто твои предки? / Who’s Your Daddy?
- 2004 — Сумасшествие вокруг марихуаны: Киномюзикл / Reefer Madness: The Movie Musical
- 2006 — Она — мужчина / She’s the Man
- 2007 — План игры / The Game Plan
- 2009 — Ведьмина гора / Race to Witch Mountain
- 2010 — Снова ты / You Again
- 2010 — Райт против Ронг / Wright vs. Wrong
- 2012 — Родительский беспредел / Parental Guidance
- 2015 — Толстяк против всех / Paul Blart: Mall Cop 2
- 2019 — Игры с огнём / Playing with Fire
- 2023 — Ещё одна настоящая любовь / One True Loves

### Сценарист
- 2003 — Кто твои предки? / Who’s Your Daddy?

### Продюсер
- 1997 — Анаконда / Anaconda (ассоциированный продюсер)
- 2004 — Сумасшествие вокруг марихуаны: Киномюзикл / Reefer Madness: The Movie Musical (исполнительный продюсер)
- 2010 — Снова ты / You Again
- 2010 — Райт против Ронг / Wright vs. Wrong (исполнительный продюсер)
- 2012 — По признакам совместимости / Jewtopia (исполнительный продюсер / продюсер)
- 2015 — Бойскауты против зомби / Scouts vs. Zombies
- 2023 — Ещё одна настоящая любовь / One True Loves